# Brachyrhaphis hartwegi
Brachyrhaphis hartwegi es una especie de peces de la familia de los pecílidos en el orden de los ciprinodontiformes.

## Morfología
Los machos pueden alcanzar los 3.5 cm de longitud total y las hembras los 5 cm.

## Distribución geográfica
Se encuentran en América: desde México hasta Guatemala.